# Paolo Grillandi
Paolo Grillandi (nacido en 1490) fue un jurista italiano, de Abruzzo, activo como juez del Papa en los procesos de brujería de 1517. Tuvo un papel muy influyente como inquisidor. Su libro Tractatus de hereticis et sortilegiis (1536), está basado esencialmente en su experiencia como inquisidor, se convirtió en un texto estándar en la brujería y la demonología. Otros trabajos relacionados son De Questionibus et tortura tractatus, De relaxatione carceratorum, y De Lamiis de Gianfrancesco Ponzinibio que luego fue impreso con el Tractatus de hereticis et sortilegiis.